# Leonid Żytkowicz

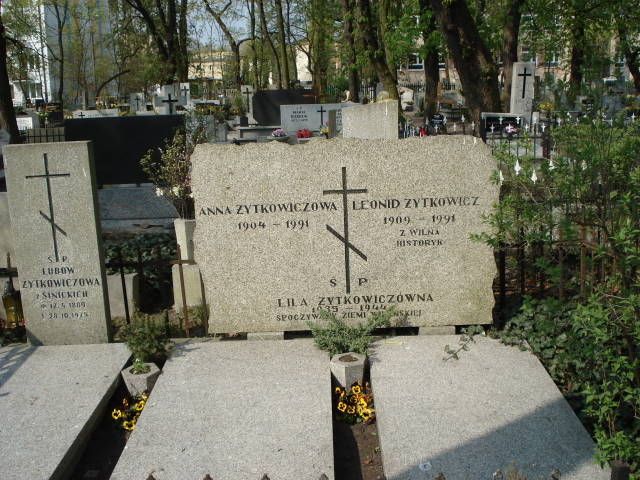
Nagrobek Leonida Żytkowicza na cmentarzu św. Jerzego w Toruniu

Leonid Żytkowicz (ur. 17 lipca 1910 w Smorgoniach, zm. 4 kwietnia 1991 w Toruniu) – polski historyk, badacz dziejów nowożytnych.

## Życiorys
Studiował na Wileńskim w Wilnie oraz w Paryżu. Był uczniem prof. Henryka Łowmiańskiego i Stanisława Kościałkowskiego. W 1933 mgr – Zburzenie murów obronnych Wilna (1799-1805). W 1934 objął funkcję sekretarza redakcji „Ateneum Wileńskiego”. Doktorat (rozprawa Litwa i Korona w roku 1794) uzyskał w 1938 na Uniwersytecie Stefana Batorego w Wilnie (promotor prof. Janusz Iwaszkiewicz); 1947 habilitacja w Poznaniu, od 1954 prof. UMK w Toruniu i Instytutu Historii PAN. 
Opublikował m.in. Rządy Repnina na Litwie 1794-1797 (Wilno 1938), rozprawa ta była podstawą habilitacji Po II wojnie światowej zajmował się dziejami gospodarczymi Rzeczypospolitej w okresie nowożytnym. Był też autorem artykułów w Polskim Słowniku Biograficznym.
Pochowany na cmentarzu św. Jerzego w Toruniu.

## Wybrane publikacje
Istnieją dwie bibliografie prac Leonida Żytkowicza: K. Zielińska-Melkowska, Bibliografia prac Leonida Żytkowicza do roku 1975, „Zapiski Historyczne” 41 (1976), z. 3, s. 200-211 i K. Zielińska-Melkowska, Bibliografia prac Leonida Żytkowicza za lata 1933-1995, „Czasy Nowożytne” 9 (2000), s. 57-75.
- Zburzenie murów obronnych Wilna (1799-1805), Wilno: Magistrat m. Wilna 1933.
- Stosunki skarbowe W. Ks. Litewskiego w dobie insurekcji Kościuszkowskiej, Wilno 1935.
- Sfałszowana instrukcja Katarzyny II z r. 1794, Wilno 1936.
- Litwa i Korona w r. 1794, Wilno 1937.
- Ze stosunków Jasińskiego z Konfederacją Targowicką, Wilno 1938.
- Revisio bonorum episcopatus Wladislaviensis facta a. 1598 = Inwentarz dóbr stołowych biskupstwa włocławskiego, Toruń: Wydawnictwo Naukowe 1951.
- Revisio bonorum episcopatus Wladislaviensis facta a. 1582 = Inwentarz dóbr stołowych biskupstwa włocławskiego z roku 1582, t. 2, wyd. Leonid Żytkowicz, Toruń: Towarzystwo Naukowe 1953.
- Uwagi o gospodarstwie chłopskim w dobrach kościelnych w XVI wieku, 1955.
- Inwentarze dóbr stołowych biskupstwa włocławskiego z XVII w., Toruń: Państwowe Wydawnictwo Naukowe 1957.
- Struktura dochodu pańskiego w końcu XVIII w.: dobra Janów biskupstwa łuckiego, Warszawa: Państwowe Wydawnictwo Naukowe 1958.
- W sprawie wydawania suplik chłopskich jako źródła do dziejów wsi, 1958.
- Inwentarze dóbr biskupstwa chełmińskiego. 3, Inwentarz dóbr biskupstwa chełmińskiego z 1759 r., wyd. Ryszard Mienicki; przew. kom. red. Wojciech Hejnosz, przedmowa L. Żytkowicz, Toruń: Towarzystwo Naukowe – Łódź: Państwowe Wydawnictwo Naukowe 1959.
- Genrik Lovmjan’skij i Leonid Žitkovič, Istoriâ SSSR v istoriografii narodnoj Polši, Moskva 1960.
- Studia nad gospodarstwem wiejskim w dobrach kościelnych XVI w., Warszawa: Państwowe Wydawnictwo Naukowe 1962.
- Chłopi na Białorusi i Litwie w drugiej połowie XVIII w., 1963.
- Gospodarstwo chłopskie na Żuławach Malborskich: (na marginesie książki A. Mączaka, Gospodarstwo chłopskie na Żuławach Malborskich w początkach XVII wieku, 1963).
- Badania nad gospodarką chłopską w królewszczyznach mazowieckich w XVI i początku XVII w., 1964.
- Production et productivité de l'économie agricole en Pologne aux XVIe-XVIIIe siècles, Hague: Mouton 1965.
- Rozvoj zemědělství v českých zemích a v Polsku v XVI., a na počátku XVII. stoleti, Praha: Československá Akademie Vĕd 1966.
- Produkcja gospodarstwa chlopskiego [!] v[!] Polsce w koncu [!] XVI i I. pol. [!] XVII w. = La production cerealiere des exploitations paysannes en Pologne a la fin du XVIe et en XVIIe s., Praha: Ustav Vědeckotechnických Informací Ministerstva Zemědělství 1967.
- Studia nad wydajnością gospodarstwa wiejskiego na Mazowszu w XVII wieku, Warszawa: Państwowew Wydawnictwo Naukowe, 1969.
- Z badań węgierskich nad gospodarstwem chłopskim w XVI i XVII wieku: (Zs. Kirilly i István N. Kiss: „Production de céréales et exploitations paysannes en Hongrie aux XVI et XVII siècles” – „Annales, Économies, Sociétés, Civilisations” t. 23 nr 6 s. 1211-1236), Warszawa 1969.
- Chłopi polscy w XV i XVI wieku: (w związku z książką L. W. Razumowskiej, Oczerki po istorii polskich krestjan w XV-XVI w.), 1971.
- Produkcja i handel zbożem w dobrach Lubomirskich w drugiej połowie XVII i pierwszej połowie XVIII wieku: sprawa źródeł i metody: (w związku z pracą A. Homeckiego, Produkcja i handel zbożowy w latyfundiach Lubomirskich w drugiej połowie XVII i pierwszej XVIII wieku, 1972).
- Rolnictwo północno-zachodniej Rosji na przełomie XV-XVI w.: (na marginesie książki Agrarnaja istorija Siewiero-Zapada Rosii – wtoraja połowina XV-naczało XVI w., 1972).
- Z badań nad dochodami wielkiej własności w Polsce w ostatniej ćwierci XVI wieku: (na marginesie pracy A. Wawrzyńczyk „Problem spadku wydajności dóbr Pabianice w drugiej połowie XVI w. – „Studia z dziejów gospodarstwa wiejskiego” t. 12, z. 2, Warszawa, 1970, s. 53-148), Warszawa 1972.
- Lustracje dóbr królewskich XVI-XVIII wieku: geneza i realizacja wydawnictwa, 1973.
- Powstanie i rozwój czyflików w krajach bałkańskich pod panowaniem tureckim, Poznań 1974.
- W sprawie badań porównawczych nad genezą i rozwojem folwarku pańszczyźnianego, Warszawa 1974.
- Jeszcze w sprawie wysokości plonów zbóż w drugiej połowie XVI wieku: na marginesie studiów A. Wawrzyńczykowej, 1975.
- Kilka uwag o handlu zewnętrznym Wielkiego Księstwa Litewskiego w ostatnich latach Rzeczypospolitej, 1976.
- Urodzaje i ceny zbóż w Brabancji i Flandrii w XV w. a import z krajów bałtyckich: (uwagi polemiczne), 1978.
- Directions of agrarian development in South-Eastern Europe in 16th-18th centuries, transl. by Krystyna Kęplicz, 1981.
- Proprietà contadina e proprietà signorile in Polonia dal XVI secolo alla metà del XVIII, Pàtron: Università degli Studi di Parma 1981.
- Uwagi o bogaceniu się chłopów, 1983.
- Nowa praca o dobrach domeny państwowej w Księstwie Pruskim: (w związku z książką: Michael North, Die Amtswirtschaften von Osterode und Soldau, 1984).
- Próby regulacji pańszczyzny w Polsce w latach 1477-1520, 1984.
- Wileński Oddział Polskiego Towarzystwa Historycznego 1925-1939, Toruń 1986.
- Z dziejów gospodarki czynszowej na Żmudzi w XVI-XVIII wieku: rzekoma reforma ekonomii szawelskiej w 1640 roku, Lublin 1987.
- Wokół Antoniego Tyzenhauza: 1765-1780, Toruń 1974.
- W związku z publikacją XVII- i XVIII-wiecznych testamentów z archiwum benedyktynek wileńskich, 1989.
- Moje spotkania z Profesorem Łowmiańskim, [w:] Profesor Henryk Łowmiański – życie i dzieło. Materiały z sesji naukowej poświęconej dziesiątej rocznicy śmierci Uczonego (Poznań 7-8 X 1994 r.), pod red. Artura Kijasa i Krzysztofa Pietkiewicza, Poznań: Instytut Historii UAM 1995, s. 193-222.
- Moje wspomnienia o profesorach historii Uniwersytetu Stefana Batorego, [w:] Z dziejów Almae Matris Vilnensis. Księga pamiątkowa ku czci 400-lecia założenia i 75-lecia wskrzeszenia Uniwersytetu Wileńskiego, red. nauk. Ludwik Piechnik, Kazimierz Puchowski, oprac. L. Piechnik, Małgorzata Puchowska, K. Puchowski, Kraków: WAM 1996, s. 61-64.